# Hungría en los Juegos Olímpicos de Estocolmo 1912
Hungría estuvo representada en los Juegos Olímpicos de Estocolmo 1912 por un total de 121 deportistas que compitieron en 11 deportes.  
El portador de la bandera en la ceremonia de apertura fue el gimnasta Jenő Reti.

## Medallistas
El equipo olímpico húngaro obtuvo las siguientes medallas:
| Nombre | Deporte            | Competición                              |
| --- | ------------------ | ---------------------------------------- |
| Oro |                    |                                          |
| Jenő Fuchs | Esgrima            | Sable ind. M                             |
| László Berti Dezső Földes Jenő Fuchs Oszkár Gerde Ervin Mészáros Zoltán Schenker Péter Tóth Lajos Werkner | Esgrima            | Sable por eqs. M                         |
| Sándor Prokopp | Tiro               | Rifle militar en tres posiciones 300 m M |
| Plata |                    |                                          |
| Béla Békessy | Esgrima            | Sable ind. M                             |
| József Bittenbinder Imre Erdődy Samu Fóti Imre Gellért Győző Haberfeld Ottó Hellmich István Herczeg József Keresztessy Lajos Kmetykó János Krizmanich Elemér Pászti Árpád Pédery Jenő Rittich Ferenc Szűts Ödön Téry Géza Tuli | Gimnasia artística | Concurso completo por eqs. M             |
| Bronce |                    |                                          |
| Mór Kóczán | Atletismo          | Jabalina M                               |
| Ervin Mészáros | Esgrima            | Sable ind. M                             |
| Béla Varga | Lucha grecorromana | 82,5 kg M                                |